# 馬令
馬令（？—？），常州宜興（今屬江蘇）人，北宋史學家。
其祖馬元康博覽經書，世居金陵（今江蘇南京），諳熟南唐舊事。宋徽宗崇寧四年（1105年），馬令撰成《南唐書》。